# Apollo e Marsia (Ribera Napoli)
L'Apollo e Marsia è un dipinto olio su tela (182×232 cm) di Jusepe de Ribera del 1637 conservato nel Museo nazionale di Capodimonte di Napoli.
Intriso dei modi appresi dal Caravaggio, il dipinto rappresenta uno dei momenti più alti raggiunti dal pittore in questione e, più in generale, della pittura napoletana del Seicento.
Sempre al 1637 risale un'altra versione del dipinto, sempre di Ribera, oggi al Museo di Belle Arti di Bruxelles.

## Storia

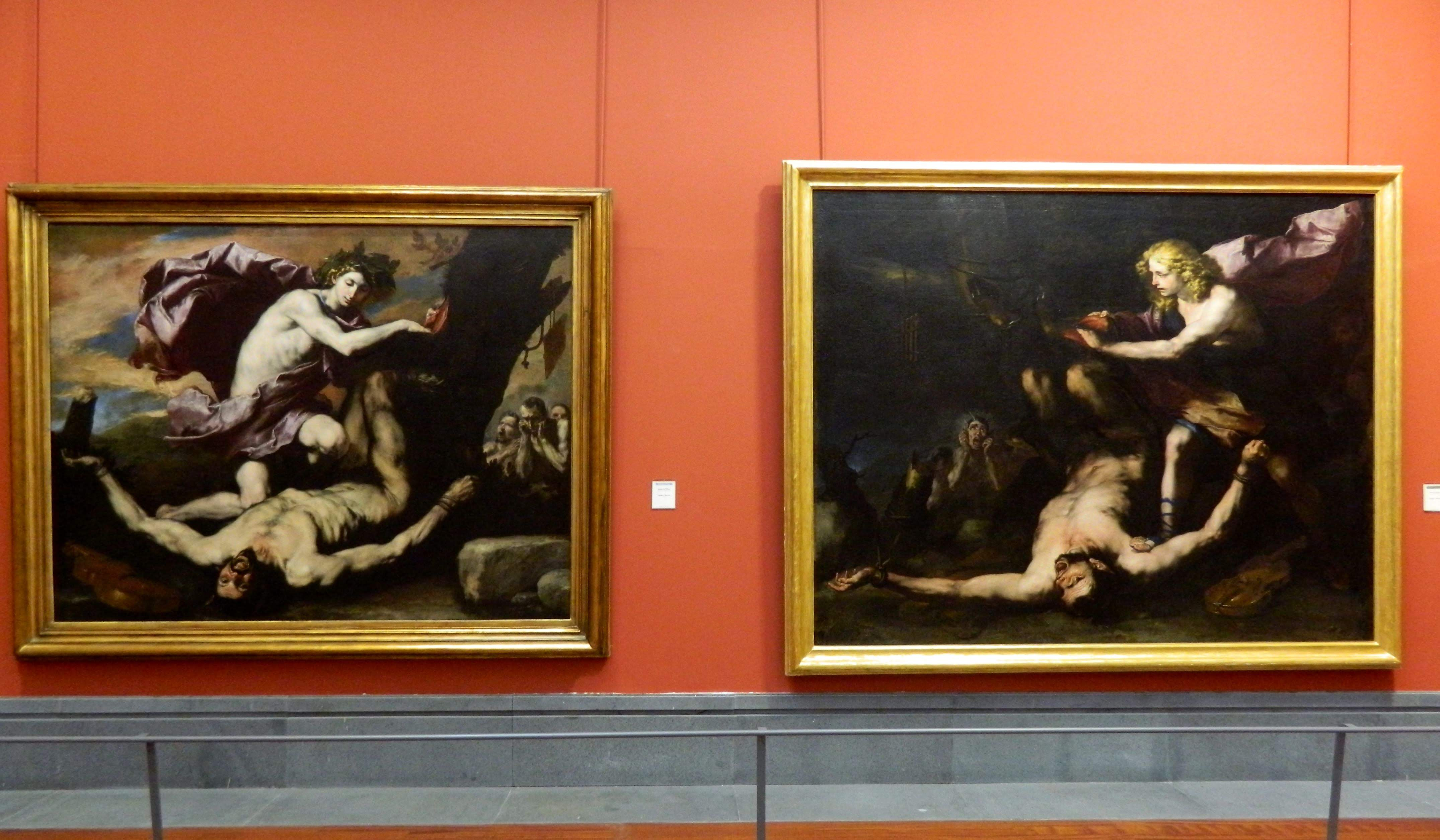
Museo di Capodimonte di Napoli. Vista sui due dipinti: a sinistra la tela di Ribera, a destra quella di Luca Giordano

Le prime notizie afferenti alla tela del Ribera si hanno a partire dalla seconda metà del Seicento, quando la stessa venne catalogata negli inventari della collezione d'Avalos, in occasione del passaggio della raccolta da Giovanni d'Avalos, probabilmente il committente, al figlio, il principe Andrea di Montesarchio.
Il tema era particolarmente in voga in quegli anni per il Ribera, che infatti si cimentò più volte in rappresentazioni di questa storia mitologica. Giulio Cesare Capaccio già nel suo Il Forastiero del 1630, cita una tela dell'Apollo e Marsia di Ribera presso la villa privata del mercante e collezionista d'arte fiammingo Gaspar Roomer, sita alle porte di Napoli, il quale possedeva una delle più ricche collezioni d'arte della città e probabilmente, una primissima versione dell'opera.
Ad oggi non vi è certezza su quale dipinto abbia fatto parte della collezione Roomer, in quanto sia quello di Capodimonte che una seconda versione della tela, eseguita nello stesso anno (1637) sempre da Ribera e confluita oggi al Museo di Belle Arti di Bruxelles, riportano una datazione successiva al testo del Capaccio (1630, forse anche 1634). L'ipotesi più verosimile sarebbe quindi quella di ritenere che il mecenate fiammingo abbia avuto con sé un'altra versione dell'Apollo e Marsia, oggi dispersa o non ancora identifica, probabilmente coeva a un'altra tela di Ribera presente negli inventari di Roomer, il Sileno ebbro, anch'esso confluito poi nelle raccolte di Capodimonte.
L'Apollo e Marsia di Ribera rimase nella collezione d'Avalos di Napoli fino al 1862, allorquando Alfonso V d'Avalos donò la stessa allo Stato italiano appena nato. La valutazione della tela fu di 800 ducati, la cifra più alta assegnata a un singolo quadro della collezione (in termini assoluti l'opera col valore più alto spettava invece alla serie di arazzi della battagli di Pavia, stimati per 5.500 ducati per ciascun singolo panno).
Dal 1957 la tela trovò stabile esposizione al Museo nazionale di San Martino, con accanto la versione dell'Apollo e Marsia eseguita da Luca Giordano: entrambe le opere furono poi spostate nei primi anni 90 nel Museo nazionale di Capodimonte.

## Descrizione e stile

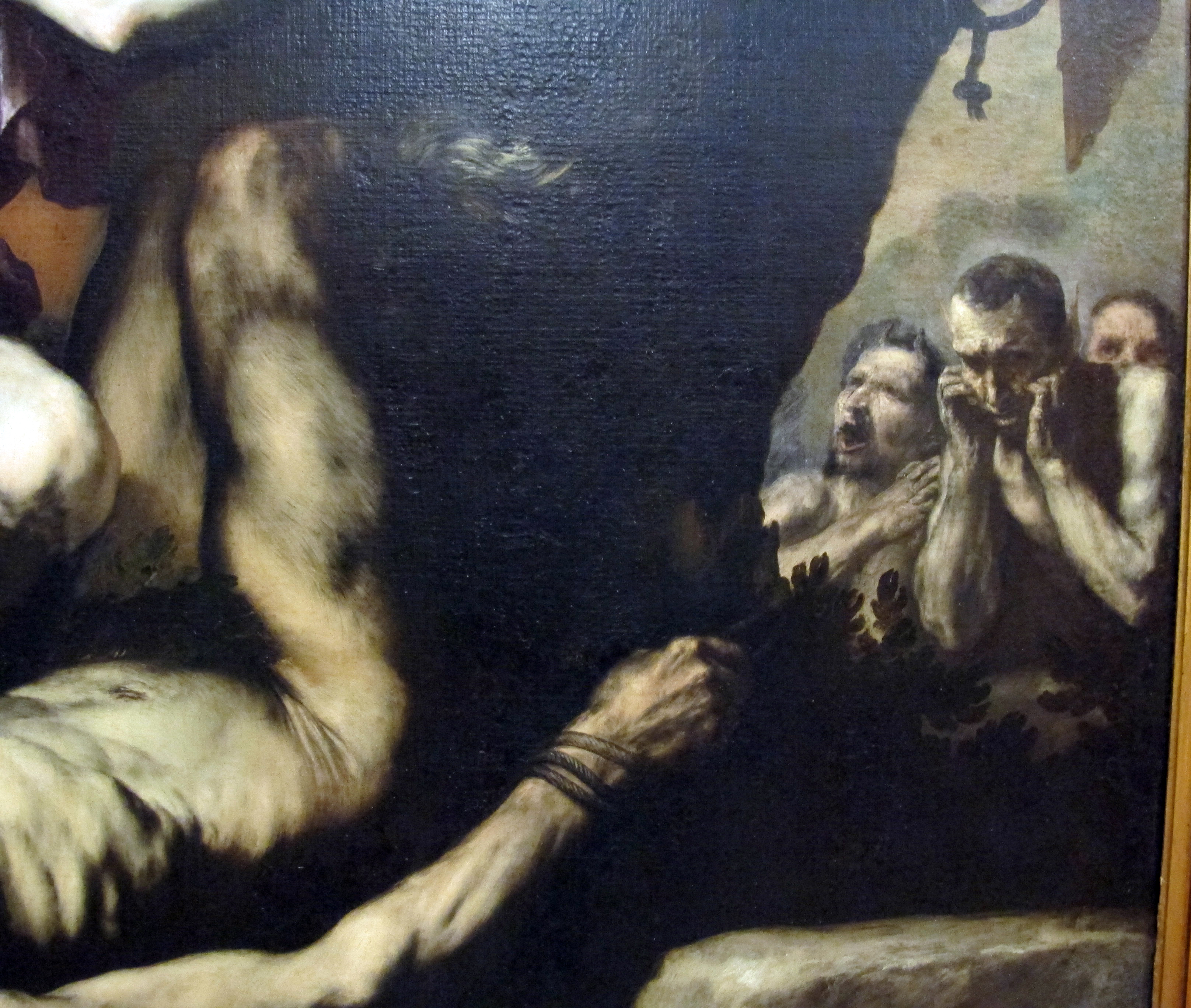
Particolare dei satiri che assistono straziati alla scena del supplizio

Il soggetto trattato nel dipinto si rifà ai versi epici di Ovidio ne Le Metamorfosi, immortalando il momento in cui Apollo è in procinto di attuare il supplizio (lo scuoiamento) nei confronti di Marsia, quest'ultimo sdraiato in terra con i piedi/zampe legati a un albero. Secondo la leggenda infatti, la dea Atena, che aveva inventato lo strumento del flauto, venne derisa da Eros durante una sua esibizione per via delle smorfie buffe (rossore in viso e guance gonfie) che faceva il suo volto nel mentre suonava lo strumento. Così la dea, infastidita da ciò, lasciò cadere il flauto sulla Terra. Successivamente questo fu raccolto da Marsia, un satiro (essere mezzo uomo e mezzo capra) che viveva a guardia di un piccolo fiume affluente del Meandro, in Anatolia, e cominciò a suonare lo strumento e ad esercitarsi finché non divenne tanto bravo da ritenersi addirittura più capace di Apollo, dio della musica. Apollo sfidò così Marsia in una gara di musica, dove, il primo avrebbe suonato la lira mentre il secondo, per l'appunto, il flauto. Se inizialmente la sfida si poté ritenere in pareggio, alla fine Apollo riuscì comunque a vincere grazie alla sua astuzia; infatti propose al satiro di suonare gli strumenti al contrario e, mentre la lira emise comunque melodie armoniose, il flauto non fece alcun suono. A questo punto il mito si conclude con la punizione inflitta a Marsia che, infatti, fu legato a un albero e scorticato vivo da Apollo.

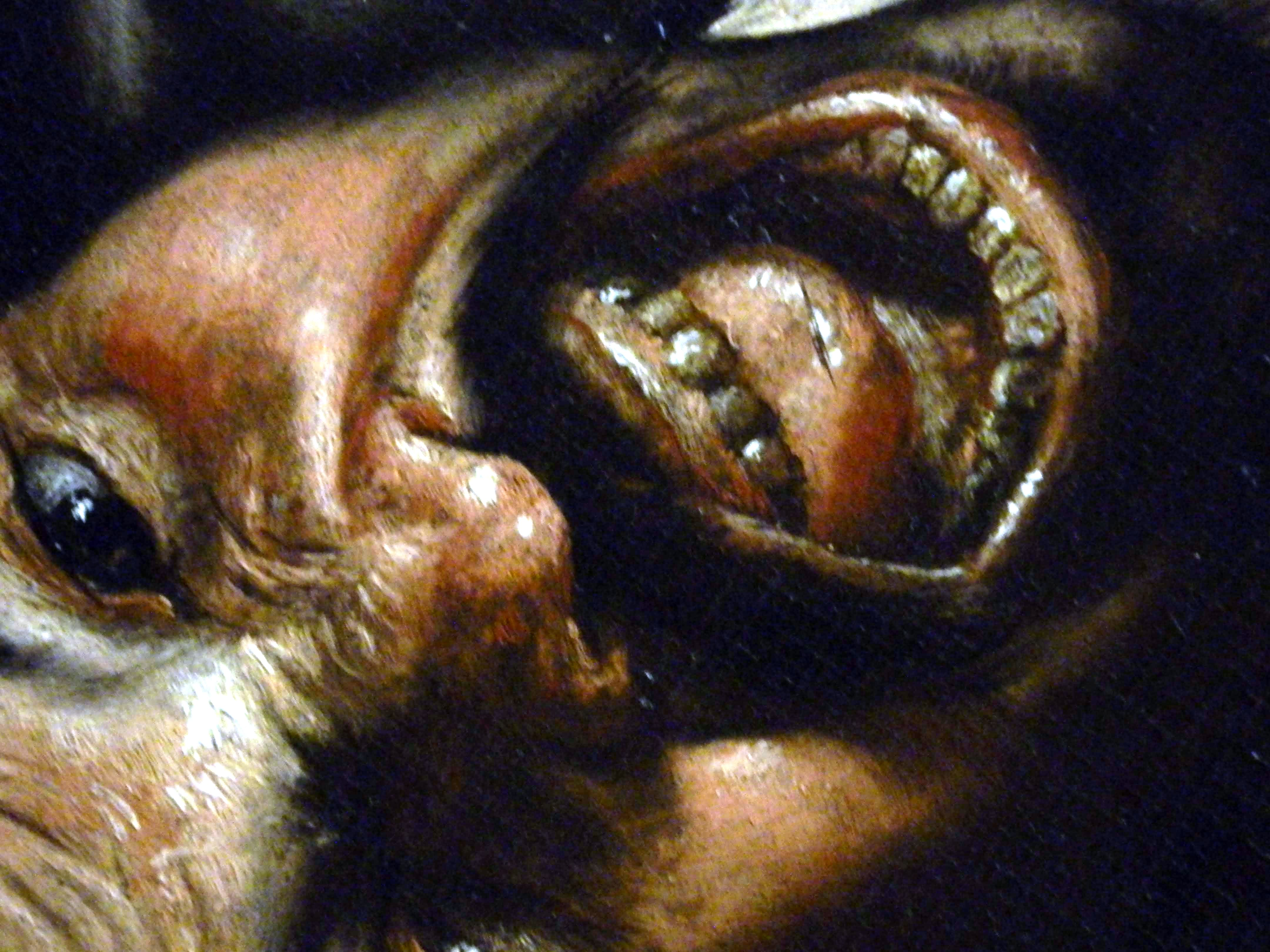
Particolare del volto di Marsia

Il dipinto di Ribera, firmato e datato sul grande sasso in basso a destra, testimonia la piena maturità acquisita dal pittore spagnolo, dove, accanto al realismo crudo e immediato della composizione scenografica, frutto essenzialmente dei modi caravaggeschi, affianca lo stile tenebrista tipico del periodo pittorico napoletano del Seicento, il quale è caratterizzato dall'accentuazione dei caratteri drammatici e violenti dei personaggi. Marsia è ritratto con lo sguardo rivolto all'esterno verso lo spettatore, che a questo punto assume una veste di "testimone" del supplizio, mentre Apollo apre una profonda ferita sulle zampe caprine del satiro senza lasciar trapelare alcun sentimento in volto, forse solo un sottile ghigno. Infine, mentre ai due estremi della diagonale su cui è costruita la scena troviamo i due strumenti musicali che rievocano la causa di tanta violenza, la lira da braccio e il flauto a sette canne, nell'angolo destro del dipinto sono raffigurati tre satiri che assistono straziati alla morte del loro compagno, dalle cui lacrime nascerà proprio il fiume che prenderà il nome di Marsia.
Di particolare pregio è l'uso dei colori, che assume il punto più elevato nella mantella di Apollo, nel cielo sullo sfondo e nel corpo del satiro, dal cui volto inoltre, straziato e urlante, con la pelle corrugata, si può notare anche il notevole dettaglio dei denti turpi.

## Altre versioni e modelli
Ribera eseguì sempre intorno al 1637 altre versioni dell'Apollo e Marsia, una giunta fino al museo di belle arti di Bruxelles, un'altra (attribuita poi ad un seguace del pittore, identificato con Antonio De Bellis) giunta al museo di Sarasota, mentre qualche anno prima, intorno al 1630, è registrata presso la casa di Gaspar Roomer a Napoli quella che molto probabilmente è la prima versione del soggetto in questione, che tanto successo riscuoterà negli ambienti artistici napoletani. Sempre al 1637 risale poi una tela sempre del Ribera della Venere e Adone oggi alla galleria di palazzo Corsini a Roma, che rimanda molto nello stile alle due versioni coeve dello scorticamento di Marsia oggi note, quella di Napoli e di Bruxelles, come a voler ritenere che le opere facessero parte di un medesimo gruppo di commesse in relazione tra loro.
Non si sa quale sia il motivo per il quale il pittore effettuò "contemporaneamente" più tele con medesimo soggetto, o comunque quali legami di committenza intercorrano tra l'una e l'altra opera, tuttavia è comunque possibile ipotizzare che nel momento in cui il pittore ha compiuto l'opera chiesta dal mercante e collezionista fiammingo Gaspar Roomer (presumibilmente una non ancora rintracciata) questa abbia riscosso talmente successo da ricevere commesse per altre opere consimili sia da lasciare in città, come quella d'Avalos oggi a Capodimonte, sia per committenza estera, che magari era stata richiesta direttamente da un amico residente già all'estero e che aveva potuto ammirare la tela in casa Roomer, come quella oggi a Bruxelles. In quest'ultima ipotesi viene ricondotta, per esempio, la richiesta dell'amico connazionale Ferdinando van den Eynde, altro mercante d'arte e collezionista attivo a Napoli, che commissionò a Luca Giordano una sua versione dell'Apollo e Marsia, che infatti compare nel lascito del 1688 tra i quadri di casa. 
Il dipinto di Bruxelles è ad ogni modo molto simile a quello di Napoli, seppur la versione belga è leggermente più grande di quella napoletana (202×255 cm contro 182×232 cm); le uniche sostanziali differenze si riscontrano infatti nelle figure dell'Apollo: in quella di Capodimonte questi è ripreso frontalmente a pieno viso con una mantella di color glicine, mentre nella versione belga è ripreso di profilo con una mantella color rosa.
L'opera di Jusepe de Ribera divenne inoltre modello dell'Apollo e Marsia (205×259 cm) di Luca Giordano del 1659-1660. Le similitudini tra la versione di Ribera e quella del suo allievo appaiono immediatamente evidenti anche se, comunque, la tela di Giordano è concepita in generale su tonalità più scure e pennellate più rapide e sfumate, apprese queste ultime durante la sua esperienza veneta. Analogie con la versione del maestro spagnolo sono riscontrabili oltre che nella struttura generale della composizione, costruita sulla diagonale dell'albero, seppur speculare rispetto alla versione di Ribera, anche nei più piccoli dettagli, quali: il volto straziato di Marsia, la disperazione dei satiri sullo sfondo della scena, gli strumenti musicali oggetto della contesa posti sui vertici della diagonale, la scelta di rappresentare il supplizio nella sua fase iniziatica, il colore glicine della mantella di Apollo, lo stesso dio che, posto in primo piano, si appresta a scorticare il satiro partendo dalle sue zampe legate all'albero.

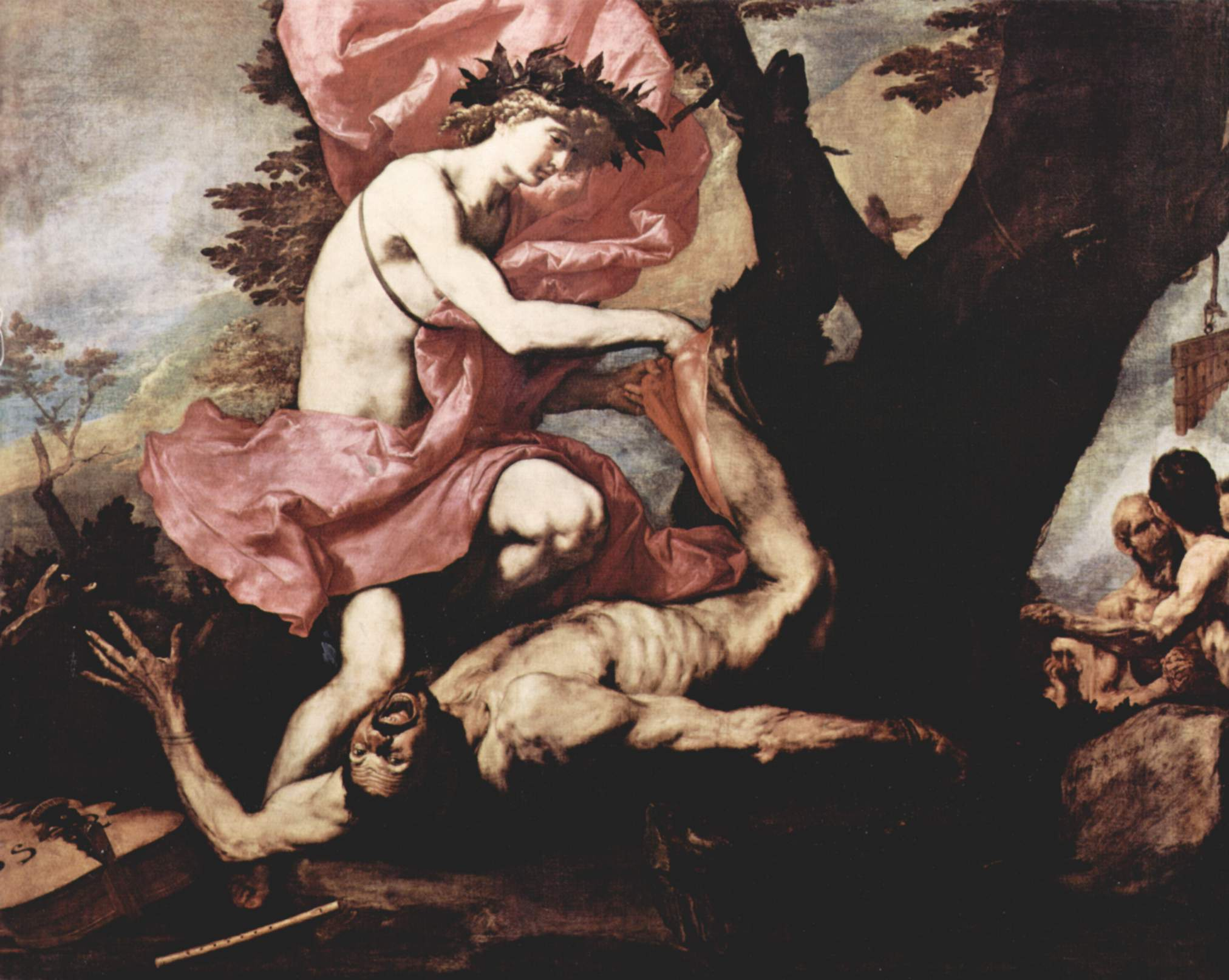
Apollo e Marsia (1637, Ribera - Versione di Bruxelles)
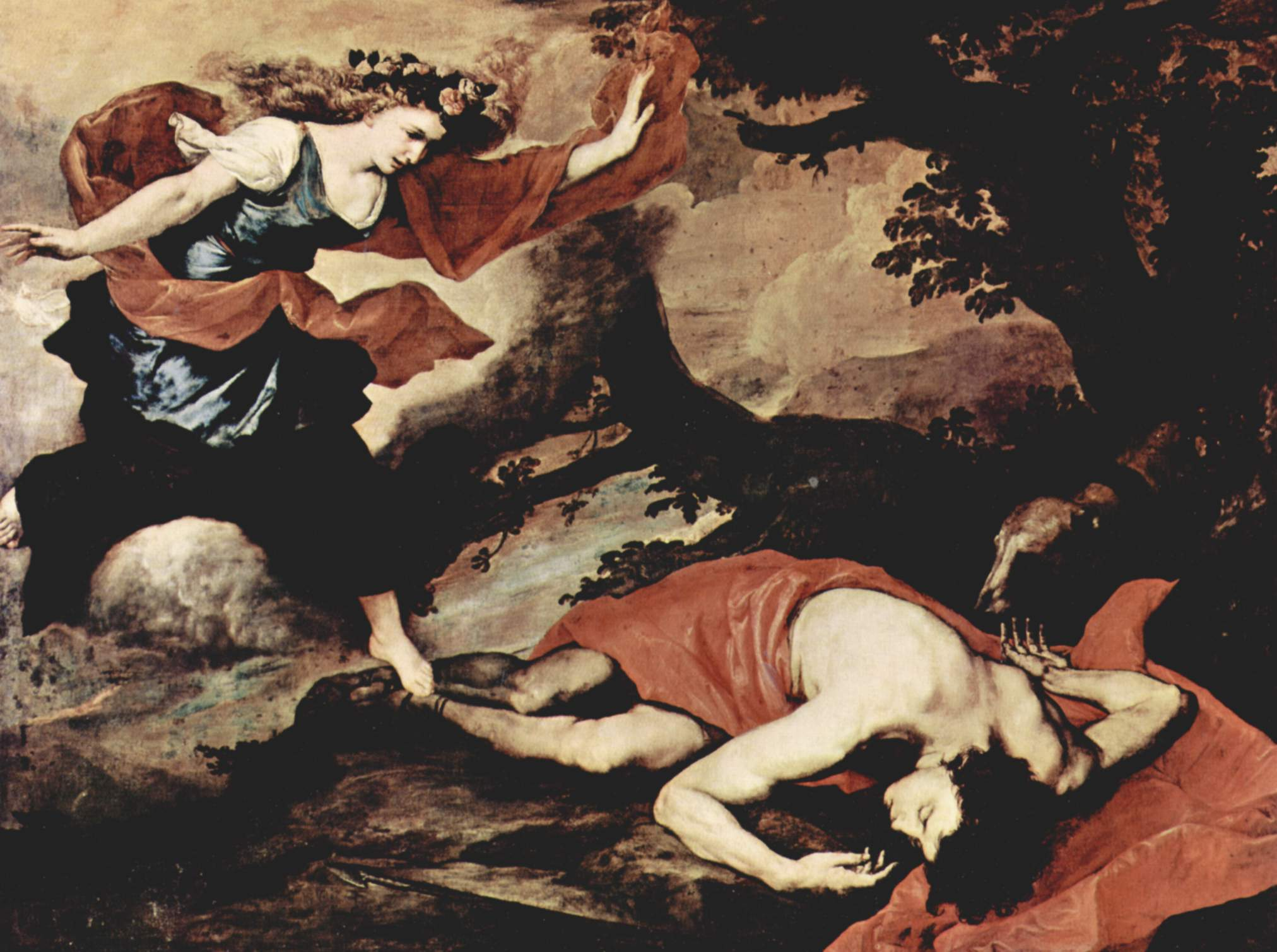
Venere e Adone (1637, Ribera - Museo di Palazzo Corsini, Roma)
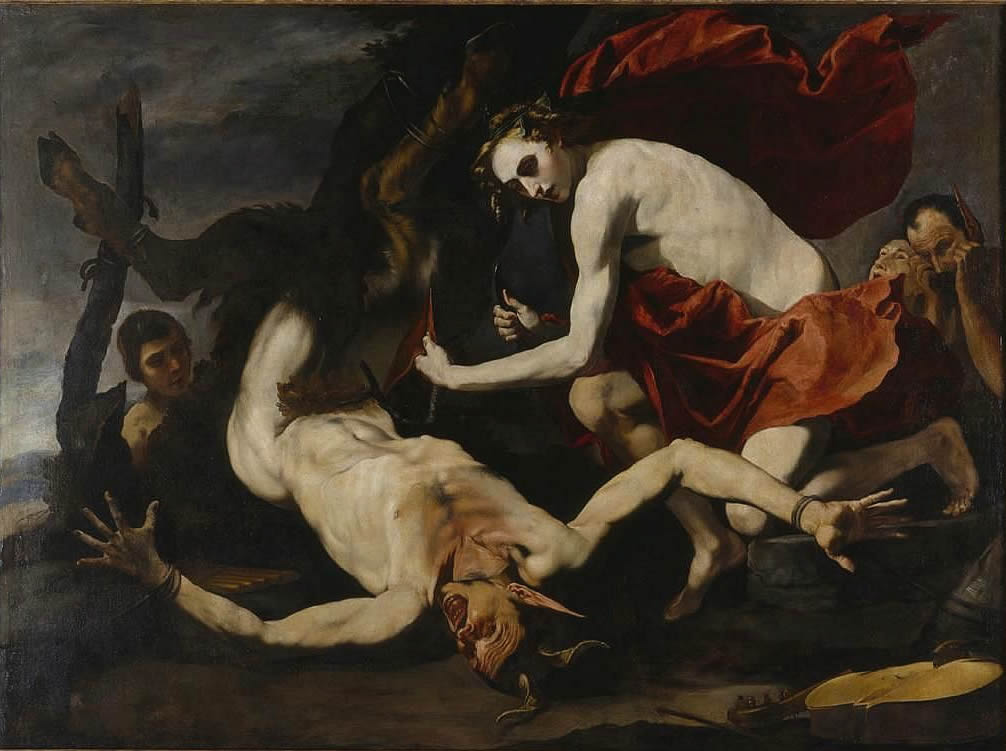
Apollo e Marsia (1637-40, Antonio De Bellis (attr..) - Museum of Art, Sarasota)
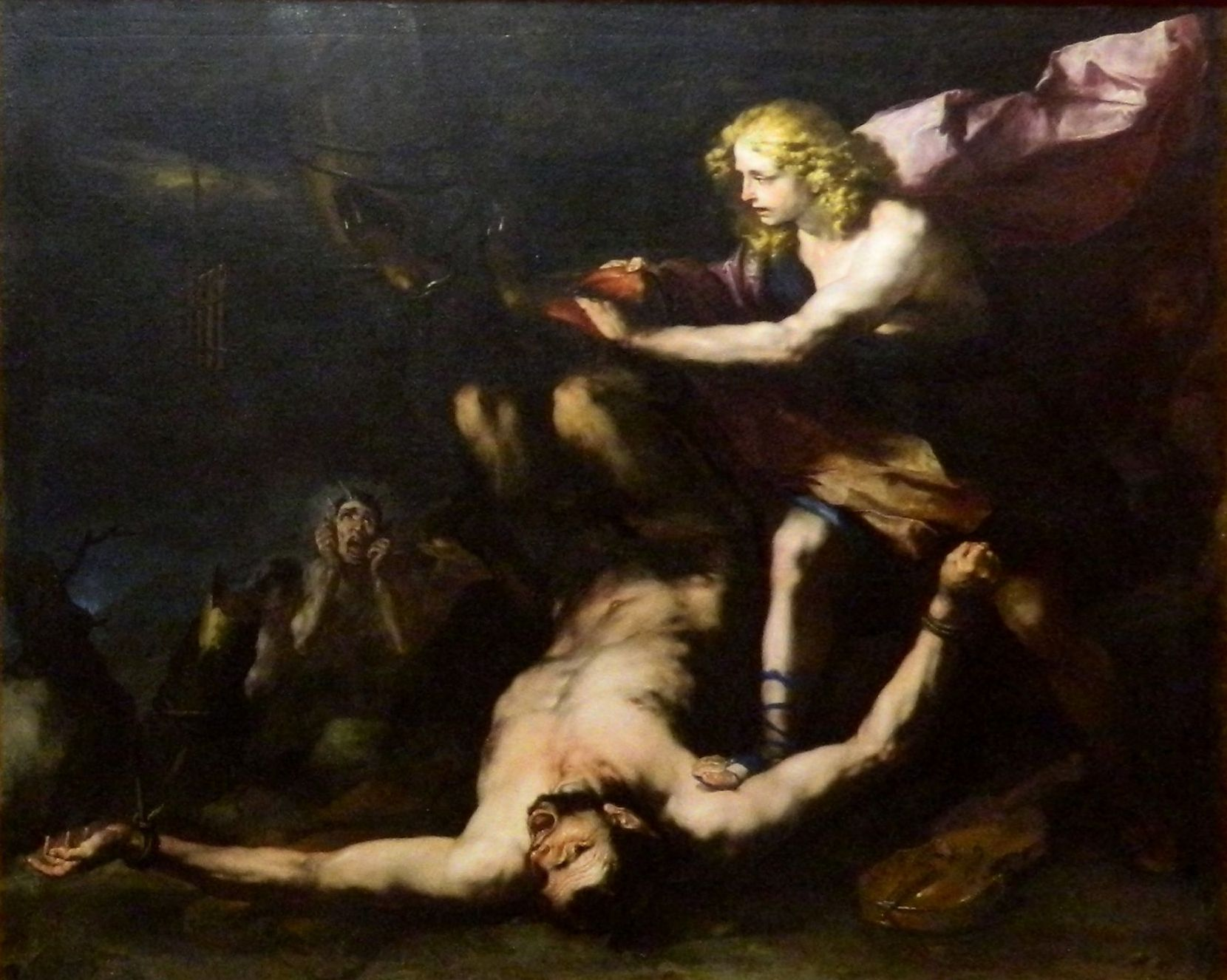
Apollo e Marsia (1659-60, Luca Giordano - Museo di Capodimonte, Napoli)